# 水林 (大字)
水林，古稱為水漆林，原稱為水燦林，是臺灣雲林縣水林鄉的一個傳統地域名稱，也是全鄉行政中心所在地，位於該鄉中部略偏東北。相較於今日行政區，其範圍大致包括水南村東大半部、海埔村西北半部、土厝村西部、水北村東大半部、春埔村南端、灣東村東南端。

## 歷史
臺灣清治末期至日治初期，水林地區為一（舊制）街庄，稱為「水燦林庄」，隸屬於大槺榔東頂堡。該庄北與春牛埔庄為鄰，東與樹仔腳庄、土間厝庄為鄰，南邊為後藔庄，西邊為尖山庄、萬興庄。
1901年（日治明治三十四年）11月，全臺廢縣廳改設二十廳，該庄隸屬於斗六廳。1903年（明治三十六年）6月，該庄編入「水燦林區」，隸屬於斗六廳。1909年（明治四十二年）10月，合併二十廳為十二廳，水燦林區改隸屬於嘉義廳。1920年（大正九年），全臺地方制度大改正，廢十二廳改設五州二廳，該庄改制並簡化為「水林」大字，隸屬於臺南州北港郡水林庄（新制街庄）。
戰後水林庄改制為水林鄉，隸屬於臺南縣，大字亦改制為村。1950年10月，雲、嘉、南分治，水林鄉改隸屬雲林縣。

## 聚落
本地區發展較早的聚落有水燦林（水林）、顏厝藔、海埔藔等，在日治期初期的官方地圖上已有記載。

## 交通
縣道164號（水林路）是金湖至民雄的道路，經過本地區的水林、顏厝藔兩個聚落。由該道路向西微北可前往口湖鄉，並止於該鄉西部的省道台17線、台61線共線路口（金湖聚落東側）；向東微南可前往北港鎮、六腳鄉東北端、新港鄉、民雄鄉，並止於縣道162乙線轉角路口。
鄉道雲152線（廟前路）是萬興至水林的道路，其東側端點（終點）位於本地區水林聚落的縣道164號路口。由此向北微西可前往萬興，並止於鄉道雲151線轉角路口。
鄉道雲153線（新興南路）是牛挑灣至埔仔的道路，經過本地區水林聚落西側。由該道路向北可前往萬興東部、牛挑灣，並止於縣道155號路口；向南南西可前往後寮地區西部、蕃薯厝地區東部、頂蔦松，並止於鄉道雲155線路口（埔仔聚落東北郊，蔦松聚落北郊，距蔦松聚落較近）。
鄉道雲154線是大尖山至扶朝里的道路，經過本地區南部邊界地帶的海埔寮聚落。由該道路向西微北可前往尖山地區的大尖山聚落並止於鄉道雲151線轉角路口；向東微南可前往後寮地區東北部、溪墘厝地區北部的湖子內聚落、扶朝家，並止於鄉道雲163線路口。
鄉道雲157線是車巷口至海埔（海埔寮）的道路，其南側端點（終點）位於本地區東南部海埔寮聚落的鄉道雲154線轉角路口。由此向北北西至水林聚落，轉東再轉北蜿蜒而行，可前往春牛埔、車巷口，並止於鄉道雲165線路口。
鄉道雲159線是顏厝（顏厝寮）至海埔（海埔寮）的道路，全線位於本地區境內，其北側端點（起點）位於本地區東部顏厝寮聚落的縣道164號路口。由此向南微西轉西可前往海埔寮聚落，並止於鄉道157線路口。

## 學校
- 水林國中
- 水燦林國小（水林國小及燦林國小合併而成）

## 公務機關
- 水林鄉公所
- 水林鄉民代表會
- 水林鄉戶政事務所
- 水林鄉衛生所
- 水林派出所